# Michel Daignault
Michel Daignault (ur. 25 czerwca 1966 w Montrealu) – kanadyjski łyżwiarz szybki specjalizujący się w short tracku, srebrny medalista olimpijski.
Na igrzyskach w Albertville w 1992 roku zdobył srebrny medal olimpijski w biegu sztafetowym na 5000 m oraz zajął ósme miejsce w biegu na 1000 m.
Uczestniczył również w igrzyskach w Calgary w 1988 roku. Zaprezentował się wówczas w zawodach pokazowych w short tracku. Był wówczas drugi na dystansie 1000 m, trzeci na 3000 m oraz trzeci w sztafecie.
Jest bratem Laurenta Daignault, również łyżwiarza i olimpijczyka.